# Ноксвил (Вирџинија)
Ноксвил (енгл. Nokesville) насељено је место без административног статуса у америчкој савезној држави Вирџинија.

## Демографија
По попису из 2010. године број становника је 1.354, што је 118 (9,5%) становника више него 2000. године.
| Група             | 2000.         | 2010.         |
| Белци             | 1.150 (93,0%) | 1.187 (87,7%) |
| Афроамериканци    | 46 (3,7%)     | 43 (3,2%)     |
| Азијати           | 6 (0,5%)      | 26 (1,9%)     |
| Хиспаноамериканци | 21 (1,7%)     | 70 (5,2%)     |
| Укупно            | 1.236         | 1.354         |